# Прапор Великого Березного
Пра́пор Великого Березного затверджений 27 квітня 2005р. рішенням сесії селищної ради.

## Опис
Прямокутне полотнище з співвідношенням сторін 2:3 складається з трьох рівновеликих горизонтальних смуг блакитного, зеленого і білого кольорів.